# NVCS
NVCS（エヌブイシーエス、Nissan Valve Timing Control System）とは、日産自動車の4サイクルガソリンエンジンに搭載される位相可変型可変バルブタイミング機構およびその技術である。可変バルブタイミング機構の元祖的な存在。本項ではその発展形であるCVTCおよびeVTCについても併記する。

## 解説
通常、吸気バルブの開閉タイミングは早いほど流速の遅い低・中回転域では混合気の吸入効率が向上し、オーバーラップも増えることでさらに効率は高くなる。しかし負荷が小さい状態などでは不安定になる傾向があり、高回転域では早閉じにより吸気の充填効率が落ちパワーが不足する。逆に開閉タイミングが遅いと軽負荷時の低・中回転域は安定し、遅閉じによる慣性効果によって高回転域での吸気の充填効率が増すが、低・中回転域は吸気効率が落ちパワーダウンする。つまり、このどちらにも利点と欠点があり、相反関係にある。
この双方の特性を利用し、一定の回転域内で特定の条件（作動条件は車種によって異なる）が揃った場合に吸気バルブの開閉時期を進角し、好ましいバルブタイミングに近づけるのがNVCSである。カム位相変化は二段階であり初期のものは作動角は広くは無いものの、従来のタイミング固定方式に比べて、回転域を問わず全体的にトルクが向上し、燃費の向上を実現した。

## 仕組み
吸気側のカムシャフトのスプロケット内に、油圧により動作するピストンが内蔵されている。高回転時において、VTCソレノイドより油圧が掛かると、スプロケットの中心にあるオイルラインを経由してピストンが押し込まれ、ピストンはスプロケットに内蔵されているヘリカルギアの効果により、回転しながら移動し、それに合わせてカムシャフトの回転角に位相を与える。逆に油圧が掛からなくなると、スプロケットに内蔵されたリターンスプリングによりピストンが押し戻されるが、ヘリカルギアによって回転しながら戻るため、カムシャフトの位相も元に戻る。この一連の動作において、スプロケット自体はタイミングベルトまたはタイミングチェーンに噛み合わさっているため、クランクシャフトに対する位相は変化しない。
類似の機構としてはトヨタのVVTが挙げられる。

## NVCSの進化形

### CVTC
NVCSのように低回転域および高回転域の二段階のみの変化ではなく、エンジン回転数やスロットル開度などの状況に応じ、連続してバルブタイミングを変化させる。日立製作所（旧・ユニシア→日立オートモティブシステムズ、現・日立Astemo）がVTC（Continuous Valve Timing Control）として開発した。油圧を用いるのはNVCSと同じだが構造はヘリカルスプライン式ではなくベーン式となる。吸気と排気の両方に採用した場合はツインCVTCと呼称される。
類似の機構としてはトヨタのVVT-iが挙げられる。

### eVTC
電磁式CVTCと呼称する場合もある。電磁クラッチとヘリカルギアを利用した連続可変バルブタイミング機構。electronic Valve Timing Controlの略。電磁式としては世界初としている。2001年、V35型スカイラインに搭載されたVQ30DDに初採用された。
eVTCユニットは日鍛バルブ製である。なお、日鍛バルブはeVTCをNT-VCP（Nittan New Technology Variable Cam Phaser）と呼称している。
油圧駆動のCVTCに対するメリットは、低温時（エンジン始動直後）や十分な油圧が得られない低回転域でも狙い通りのバルブタイミングを実現させることが出来ることと、油圧を制御するソレノイドバルブと共に、シリンダーヘッドなどの周辺部品に油路を形成する必要が無く、レイアウトの自由度が高いことなどである。 デメリットは構成部品が多く、コストが高いことである。
当初は吸気側に採用されたがVQ35DEの一部モデルでは吸気と排気の両方に採用された。またVQHRエンジンでは排気側に採用されたが、吸気側は油圧式CVTCとなった。VQ37VHRではVVELと油圧式CVTCが組合せとなりeVTCは採用されていない。
油圧ではなく電気を用いる可変バルブタイミング機構としてはトヨタのVVT-iEがあるが、VVT-iEは電磁クラッチではなくモーターを用いる全く別の方式となる。
2016年5月にシェフラーが日産と協業で電動式の可変バルブタイミング機構を開発したと発表しているため、今後のeVTCに影響してくるものと思われる。